# Джеремі Брокі
Джеремі Брокі (англ. Jeremy Brockie, * 7 жовтня 1987, Нельсон, Нова Зеландія) — новозеландський футболіст, нападник «Нюкастл Джетс» та національної збірної Нової Зеландії.

## Клубна кар'єра
Джеремі Брокі виступав в команді свого містечка, а згодом за відомі новозеландські клуби «Кентербері Юнайтед», «Нью-Зіланд Найтс», «Гокіз Бей Юнайтед», «Веллінгтон». Пізніше його запримітили австралійські скаути й він надовго перейшов виступати в командах австралійської сокер ліги «Сідней», «Норт Квінсланд Фурі», «Нюкастл Джетс».  Учасник фінальної частини 19-го Чемпіонату світу з футболу 2010 в Південно-Африканський Республіці.

## Титули і досягнення
- Переможець Молодіжного чемпіонату ОФК: 2007
- Володар Кубка націй ОФК: 2008, 2016
- Бронзовий призер Кубка націй ОФК: 2012